# Guan Yu
Guan Yu (關羽) (født 160, død 219) var general under krigsherren Liu Bei under det sene Østlige Han-dynasti og de Tre Kongedømmer i det antikke Kina. Han spillede en vigtig rolle i borgerkrigen, der førte til Han-dynastiets kollaps og etableringen af Shu-Han-kongedømmet (et af de Tre Kongedømmer), i hvilket Liu Bei blev den første kejser.